# Williamson Ridge
Williamson Ridge ist ein niedriger und verschneiter Gebirgskamm im westantarktischen Marie-Byrd-Land. Mit einer Länge von 16 km und einer Breite zwischen 3 und 8 km bildet er den westlichen Ausläufer des Toney Mountain.
Der United States Geological Survey kartierte ihn anhand eigener Vermessungen und Luftaufnahmen der United States Navy aus den Jahren von 1959 bis 1966. Das Advisory Committee on Antarctic Names benannte ihn 1976 nach Paul R. Williamson (* 1939), Ionosphärenphysiker auf der Byrd-Station in den antarktischen Sommermonaten zwischen 1967 und 1968 sowie zwischen 1969 und 1970.